# Mike Hopkins
Pour les articles homonymes, voir Hopkins.
Ne doit pas être confondu avec Michael Hopkins.
Michael Alexander Hopkins, né le 12 août 1959 à Greytown et mort le 30 décembre 2012 dans la rivière de Waiohine en Nouvelle-Zélande, est un ingénieur du son néo-zélandais.
La première œuvre majeure de Hopkins comme ingénieur est pour Braindead  de Peter Jackson en 1992. Pendant vingt ans, il est lié professionnellement à ce réalisateur. Hopkins gagne deux fois l'Oscar du meilleur montage de son (en 2002 pour Le Seigneur des anneaux : Les Deux Tours et en 2005 pour King Kong) et a été nommé pour un autre Oscar en 2007 avec l'américain Ethan Van der Ryn (pour Transformers). Hopkins a également travaillé au département sonore pour les films Superman (1978), Blade Runner (1982) et Octopussy (1983).
Il s'est noyé en rafting sur la rivière Waiohine, près de Greytown en Nouvelle-Zélande en décembre 2012.